# Augustin Bea
Augustin Bea (28. května 1881 Riedböhringen u Donaueschingenu – 16. listopadu 1968 Řím) byl německý kardinál římskokatolické církve, teolog, člen jezuitského řádu.

## Život a kariéra
Studoval teologii na univerzitě ve Freiburgu v letech 1900 až 1902. 8. dubna 1902 vstoupil do jezuitského řádu. Pokračoval ve studiu ve Valkenburgu a 25. srpna 1912 byl vysvěcen na kněze. 1913 se stal doktorem teologie. Během let zastával mnoho funkcí v církevních vzdělávacích institucích.
Byl zpovědníkem Pia XII. 14. prosince 1959 byl jmenován kardinálem. Během života získal mnoho ocenění a čestných titulů. Je po něm pojmenována i jedna odrůda jablek.

## Dílo (výběr)

Znak Augustina Bea

- Die neue lateinische Psalmenübersetzung. Ihr werden und ihr Geist, Freiburg i. Brsg. 1949
- Die Einheit der Christen, Probleme und Prinzipien, Hinweise und Mittel, Verwirklichungen und Aussichten, Freiburg i. Brsg. 1963
- Von Christus erfaßt, Meitingen/ Freising 1966
- Die Kirche und das jüdische Volk, Freiburg i. Brsg. 1966
- Der Weg zur Einheit nach dem Konzil, Freiburg i. Brsg. 1966
- Die Kirche und die Menschheit, Freiburg i. Brsg. 1967
- Der Ökumenismus im Konzil – Öffentliche Etappen eines überraschenden Weges, Freiburg i. Brsg. 1969